# The Wrecking Crew
The Wrecking Crew (br: Arma Secreta contra Matt Helm, pt: Um Perigo em Cada Curva) (1968) é uma comédia satírica de espionagem norte-americana, a quarta e última da série com o contra-espião Matt Helm, dirigida por Phil Karlson e estrelada por Dean Martin, Elke Sommer e Sharon Tate.
Matt Helm é uma personagem de ficção criada pelo escritor Donald Hamilton em 1960, do qual 27 livros, quatro filmes e uma série de televisão foram feitos. Criado no rastro do sucesso literário de Ian Fleming com James Bond, no cinema o personagem teve um tom diferente da seriedade nos livros, adotando um estilo bonachão, bem humorado e mulherengo, uma paródia americana à 007.
Este foi o último filme de Sharon Tate lançado com ela ainda em vida, antes de morrer nas mãos da Família Manson em agosto de 1969 e marca a primeira aparição no cinema de Chuck Norris, numa pequena ponta.

## Sinopse
Matt Helm (Martin) recebe de sua agência secreta ICE a missão de capturar um conde diabólico chamado Contini, que está tentando destruir a economia mundial roubando um bilhão de dólares em barras de ouro. Ele viaja para a Dinamarca onde conhece Freya Carlson (Tate), uma linda a atrapalhada funcionária de uma agência de turismo dinamarquesa que lhe serve de guia.
Uma dupla de cúmplices do Conde Contini, a sedutora Linda Karensky (Sommer) e a asiática Yurang (Kwan) tentam, cada uma, destruir os planos de Helm, mas a primeira é morta num atentado contra Helm e a segunda numa explosão. Em cada ocasião, as tentativas desajeitadas de Carlson de ajudar Helm funcionam, mas não exatamente aprovadas por ele. McDonald, seu chefe na ICE, tenta ajudá-lo mas acaba ferido em ação. ele então revela à Helm que que a guia é na verdade uma agente secreta, usando um inteligente disfarce de guia de turismo estúpida.
Os dois então vão juntos ao chateau de Contini onde Helm provoca o caos e destrói tudo com a ajuda de seus gadgets de espião. O conde escapa para Luxemburgo, mas Helm e Carlson perseguem-no num mini-helicóptero e o encurralam. Contini é morto no trem, caindo na linha através de um alçapão. Com  a missão cumprida e sozinhos finalmente, Helm passa a agradecer a ajuda de Carlson do jeito que só ele sabe.

## Elenco
- Dean Martin .... Matt Helm
- Elke Sommer .... Linka Karensky
- Sharon Tate ....  Freya Carlson
- Nancy Kwan .... Wen Yurang
- Tina Louise ....  Lola Medina
- Nigel Green .... Conde Contini
- Chuck Norris .... Segurança da Casa "House of 7 Joys" (Sua primeira aparição no cinema)

## Produção
A trilha sonora do filme foi composta por Hugo Montenegro. Bruce Lee participou da produção, como instrutor de artes marciais e duplou Dean Martin nas cenas de luta. Este foi o único filme da série a não contar com a presença da secretária de Helm nos três filmes anteriores, Lovesy Kravesit, vivida pela atriz Beverly Adams.
O filme deveria ter uma continuação, baseado em outro livro de Hamilton, The Ravagers, anunciado nos créditos finais, numa trama onde o uso de artes marciais seria expandida e no qual Sharon Tate voltaria ao mesmo papel e Bruce Lee teria um personagem próprio. Entretanto, o cansaço com o personagem, o declínio na bilheteria e a devastação emocional em que Martin ficou com o brutal assassinato de Tate no ano seguinte, fizeram com que abrisse mão de fazer o quinto filme - nunca produzido - e não mais voltou ao papel.